# Amadeus Cho
Amadeus Cho est un super-héros évoluant dans l'univers Marvel de la maison d'édition Marvel Comics. Créé par le scénariste Greg Pak et le dessinateur Takeshi Miyazawa (en), le personnage de fiction apparaît pour la première fois dans le comic book Amazing Fantasy (vol. 2) #15 en janvier 2005.

## Historique de la publication
Le personnage d'Amadeus Cho apparaît généralement dans les séries présentant les Vengeurs, et plus récemment les Champions, ou des membres individuels de l'équipe, tels que Hulk ou Hercule.

## Biographie du personnage
Jeune surdoué d'origine américano-coréenne, Amadeus Cho devient le Totally Awesome Hulk, se transformant alors en une copie de Hulk et développant des pouvoirs identiques à ceux de Bruce Banner quand celui-ci a été irradié par des rayons gamma. Toutefois, contrairement au personnage du Hulk original, Amadeus Cho assume ses pouvoirs et conserve son intelligence ainsi que le contrôle de ses émotions.

## Pouvoirs, capacités et équipement
Selon Red Richards, le scientifique et leader des Quatre Fantastiques, Amadeus Cho est apparemment la septième personne la plus intelligente sur Terre. Cho peut notamment accomplir — et sans avoir recours à une assistance mécanique quelconque — des calculs mentaux d’une complexité presque inimaginable. 
- Utilisant cette capacité mentale en conjonction avec un minimum d’effort physique, Amadeus Cho peut générer des collisions multiples ou d’autres interactions physiques avec son voisinage immédiat, pouvant alors facilement manœuvrer les objets et les gens[1].
- Le fait d'effectuer de nombreux calculs en un temps extrêmement court l'oblige à dépenser une vaste quantité d’énergie, ce qui le laisse en général épuisé physiquement juste après son effort mental. Il est alors contraint de manger d'énormes quantités de nourriture pour compenser[1].

Il se déplace habituellement sur un scooter de type « Vespa » et possède en permanence avec lui un téléphone portable qui fait aussi office de radio, lui permettant de contrôler les signaux électriques à proximité.

## Apparitions dans d'autres médias
Sauf indication contraire ou complémentaire, les informations mentionnées dans cette section peuvent être confirmées par la base de données IMDb.

### Cinéma
Interprété par Logan Kim (2024)
- 2024 : Captain America: Brave New World